# 下阿尔
下阿尔是德国莱茵兰-普法尔茨州的一个市镇。总面积4.03平方公里，总人口833人，其中男性414人，女性419人（2011年12月31日），人口密度207人/平方公里。